# Гончар Михайло Сергійович
Миха́йло Сергі́йович Гонча́р — старший лейтенант Збройних сил України.
Станом на кінець травня 2014-го — командир танкової роти.

## Нагороди
31 жовтня 2014 року за особисту мужність і героїзм, виявлені у захисті державного суверенітету та територіальної цілісності України, вірність військовій присязі під час російсько-української війни, відзначений — нагороджений орденом «За мужність» III ступеня.